# Металкор
Металкор (енг. Metalcore) је фузиони музички правац који елементе хардкор панка меша са елементима екстремног метала. Израз металкор (енг. Metalcore) је настао спајањем израза хардкор и хеви метал. Термин металкор је добио своје садашње значење средином 90-их година, описицајући бендове Ерт Крајсис (енг. Earth Crisis), Дедгај (енг. Deadguy) и Интегрити (енг. Integrity)Најстарија групе ове врсте, Интегрити (енг. Integrity), је почела са радим 1988. године. Металкор се разликује од осталих панк метал фузија по томе што у музици највише истиче брејкдауне (енг. Breakdown): споре, интензивне одломке погодне за гурке.

## Историја

### Претходници (1977—1984)
Блек Флег (енг. Black Flag) и Бед Брејнс (енг. Bad Brains), једни од зачетника ХардКора, су се дивили Блек сабат. Британске Стрит панк (енг. Street punk) групе, као што су Дисчарџ (енг. Discharge) и Д Експлоитед (енг. The Exploited) су инпирацију за своју музику вукли из хеви метала.. Албум групе Мисфитс, Ерт АДе (енг. Earth A.D.) имао је велики утицај на Треш метал. Ипак, панк и метал културе и музика су остале одвојене токоm прве половине 1980-их.

### Кросовер треш (1984—1988)
Укрштавање метал и хардкор музике довело је до стварања Кросовер треш сцене (енг. Crossover thrash), на тероторији Берклија, у Калифорнији. Термин металкор се прво користио за описивање музике ових група. ХардКор панк групе као што су Коросион оф Комформити (енг. Corrosion of Conformity), Дрти Ротен Имбесилз (енг. Dirty Rotten Imbeciles) и Суицидал Тенденсиз] (енг. Suicidal Tendencies), свирали су са Treš metal групама као што су Металика (енг. Metallica) и Слејер (енг. Slayer). Д Кро Магс (енг. The Cro Mags) су били најутицајнија група њујоршког хардкора, који су неговали звук хардкора помешаног са звуцима група Моторхед i Блек сабат. Такође, они су група која је увела стрејт едџ (енг. straight edge). Албум Коз оф Аларм (енг. Cause for Alarm), групе Агностик Фронт (енг. Agnostic Front) из 1996. године дубоко прожима звук хардкора са металом.

### Металик Хардкор (1989—2000)
Између 1989. и 1995. године дошао је нови талас хардкор бендова. 
Тај нови талас сачињавали су бендови Integrity, Earth Crisis, Converge, Shai Hulud, Starkweather, Judge, Bloodlet, Strife, Rorschach, Cave In, Vision of Disorder, Hatebreed, and Candiria.Група Integrity је инспирацију вукла од терора јапанске хардкор групе G.I.S.M. и метала групе Слејер(енг. Slayer), са музичким елементима група Септик Дет (енг. Septic Death), Самхејн (енг. Samhain), Motorhed, i Џој Дивижн (енг. Joy Division).
Биохазард, Коалесц (енг. Coalesce), и Оверкаст (енг. Overcast) су такође једне од првих и важних металкор група. Све ове групе су навођене као „металик хардкор“.

### Мелодични металкор (1997—данас)
Касних 90-их година, стигао је трећи талас металкор група. Оно што чини овај нови талас различитим од прошлих 
група је то што су ове групе више мелодичније. Прва металкор група која је имала ове елементе била је Зао. И група зао је имала велики утицај на групе као што су Unearth, Bullet for My Valentine, Killswitch Engage, Trivium (старији радови), Shadows Fall, All That Remains, Underoath и Atreyu, и све ове групе су веома комерцијално успешне.
Остали важни металкор бендови су As I Lay Dying, Haste The Day, Darkest Hour, Caliban, Bleeding Through, August Burns Red, Demon Hunter, It Dies Today, The Devil Wears Prada, Parkway Drive, и The Autumn Offering. Главни утицај на музику и текстове ових група долази од мелодичних дет метал група, нарочито од In Flames и At The Gates. У мелодичном металкору, певачи чешће певају "clean" деонице, што је другачије од обичног металкора.

## Карактеристике

### Инструментализација
Металкор групе најчешће имају двоје главних гитариста и једхог ритам гитаристу, који свира брзе рифове. Гитаре су најчешће користе drop-tune штим, све од Д штима, па чак и до А штима, мада је стандард за металкор Ц штим. Басисти обично прате ритам гитаристу. Чак неке металкор групе имају и клавијатуристу.

### Вокали
Металкоре певачи најчешће певају дет метал гровлима и врисковима, што је било обично за металкор групе 90-их година. Данашње металкор групе често комбинују гровлове и мелодично певање ("clean" вокали - „нормално певање").

## Под-правци металкора

### Деткор
Деткор (енг. Deathcore) представља музички правац настао мешањем дет метала и металкора. Иако је подврста металкора, деткор је под великим утицајем дет метала, због своје брзине, тежине и хроматским, пригушеним „нестабилим“ рифоваљем са честим мењањем ритма. Деткор често има брејкдауне и мелодичне рифове.

### Маткор
Ера маткора (енг. Mathcore) почиње средином 90-их година, са радовима група Converge, Botch и The Dillinger Escape Plan. Термин маткор је настао, због музичке сличности са Мат роком (енг. Math rock). Карактеристике маткора су: брзо техничко рифовање са необичним временским сигнатурама. Групе као што су Protest the Hero, Ion Dissonance, и Fear Before, су познате по томе што мешају металкор стандарде са Прогресив метал елементима.